# Цандара (Долж)
Цандара (рум. Țandăra) насеље је у Румунији у округу Долж у општини Гојешти. Oпштина се налази на надморској висини од 152 m.

## Становништво
Према подацима из 2002. године у насељу је живело 87 становника, од којих су сви румунске националности.